# Ponti di Pisa
L'elenco comprende i ponti di Pisa costruiti sull'Arno nel territorio pisano sia nel centro cittadino che nelle immediate vicinanze e nell'ordine in cui si incontrano discendendo il fiume. Tutti ponti di Pisa risalgono al secondo Novecento, poiché nessuno si salvò dalle distruzioni dei tedeschi in ritirata nel 1944.

## Elenco dei ponti di Pisa da monte a valle

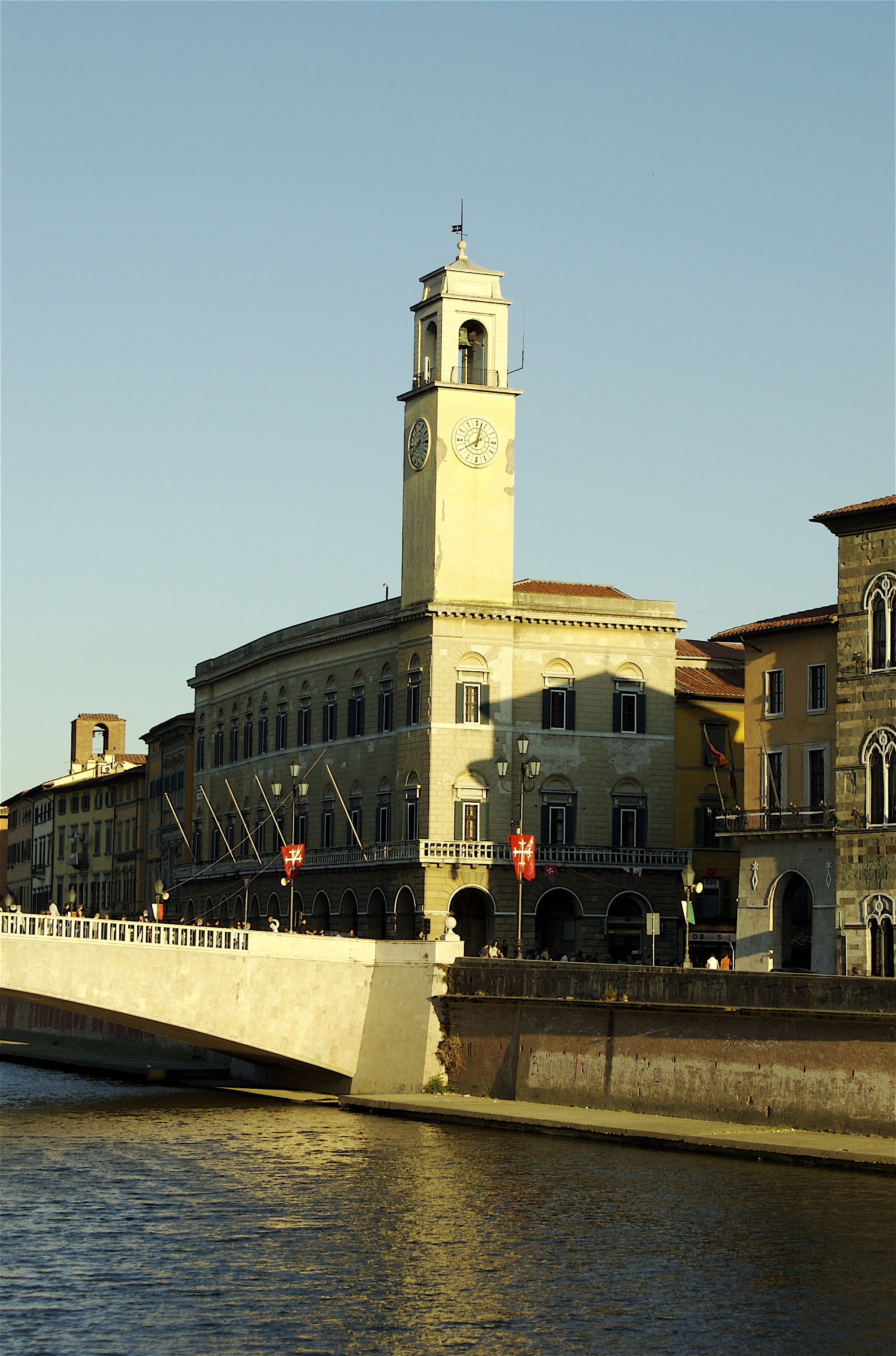
La Torre dell'Orologio, a un'estremità del Ponte di Mezzo

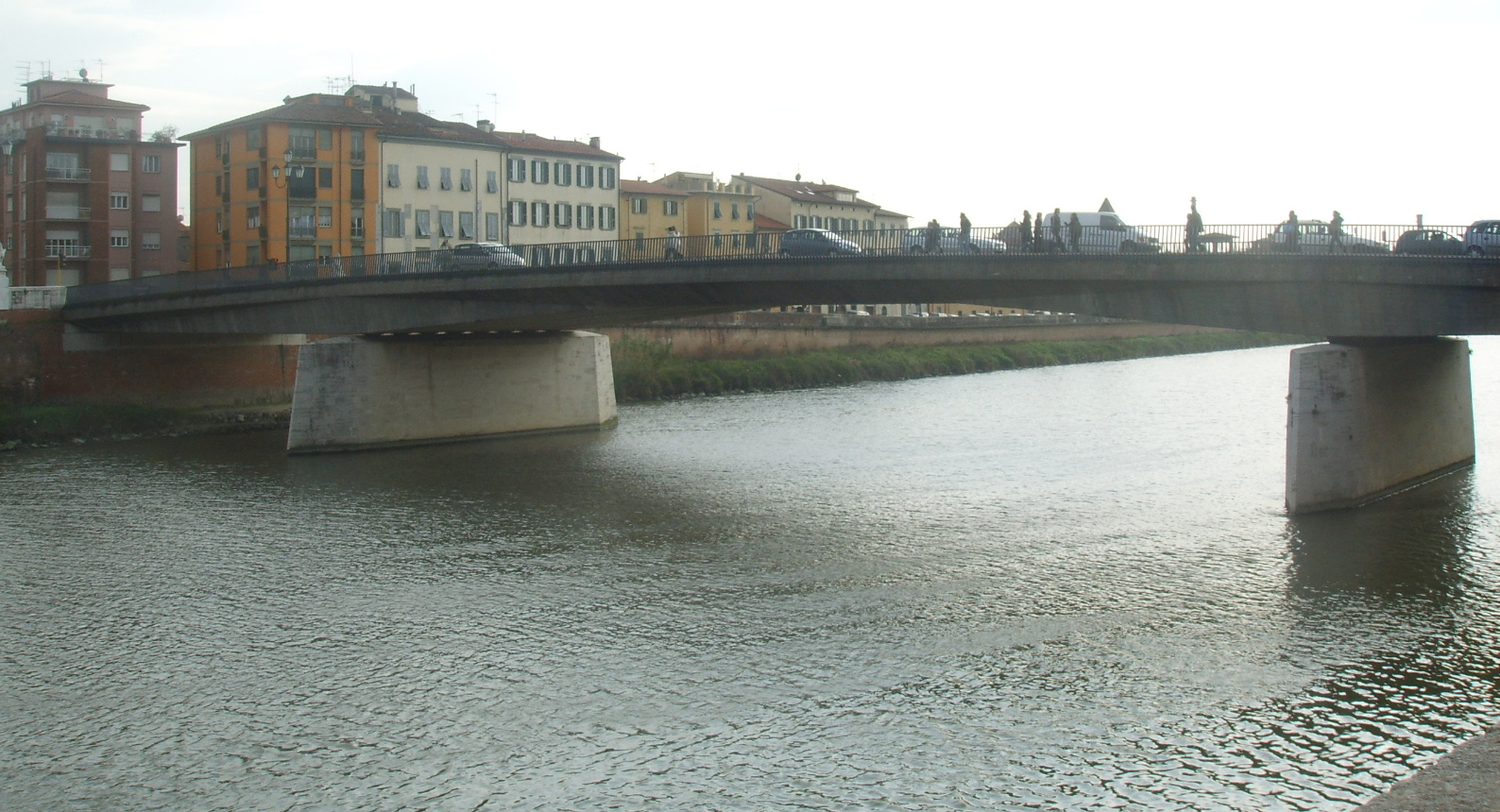
Ponte Solferino

- Ponte ciclopedonale Riglione-Cisanello è un ponte ciclopedonale strallato finito di costruire nel 2023. Complessivamente è lungo 662 metri e largo 4 metri e presenta una luce massima di 120 metri tra le due antenne di 27 metri. Collega il quartiere di Riglione con il polo ospedaliero di Cisanello.[1]
- Ponte delle Bocchette è il ponte stradale più a monte di tutti. Lungo 160 metri, ha un'altezza massima di 18 metri, ha quattro campate con una luce massima di 42 metri ed è largo 24 metri. La struttura è in cemento armato precompresso. La realizzazione è degli inizi degli anni ottanta ad opera della Provincia di Pisa ed è stato inaugurato nel 1988.
- Ponte della Vittoria è lungo 122,40 metri, ha un'altezza massima di 12,25 metri, ha tre campate con una luce massima di 49 metri. La struttura è in cemento armato. Due spalle posticce sottolineano il raccordo con il muretto perimetrale del fiume attraverso quattro cassoni in cemento ricoperti da pietre. La realizzazione è iniziata nel 1950 per terminare nel 1952. Il progetto è opera della Sogene ed è stato costruito dal Ministero dei Lavori Pubblici.
- Ponte della Fortezza è lungo 90 metri, ha un'altezza massima di 14,20 metri, ha tre campate con una luce massima di 38 metri ed è largo 14,20 metri. La struttura è in cemento armato. Le spalle e le pile sono rivestite in pietra da taglio. La realizzazione, datata 1957, è stata eseguita su commissione del Ministero dei Lavori Pubblici ed ha visto la direzione dei lavori del Genio civile di Pisa. Il progetto è dell'arch. L.F. Donato e dell'ing. R. Gizdulich, la realizzazione è della ditta Ottavio Bianchini.
- Ponte di Mezzo è lungo 89 metri, ha un'altezza massima di 12,50 metri, ha un'unica campata con una luce massima di 72 metri. La struttura è in cemento armato, i fianchi sono rivestiti in pietra bianca di Verona, il manto stradale è ricoperto di blocchetti di porfido. La realizzazione è iniziata nel 1947 per terminare nel 1950. Il progetto è opera del gruppo Aussant, Bellucci, Salghetti-Drioli, Trinci, Morganti, Bertini ed è stato costruito dal Ministero dei Lavori Pubblici.

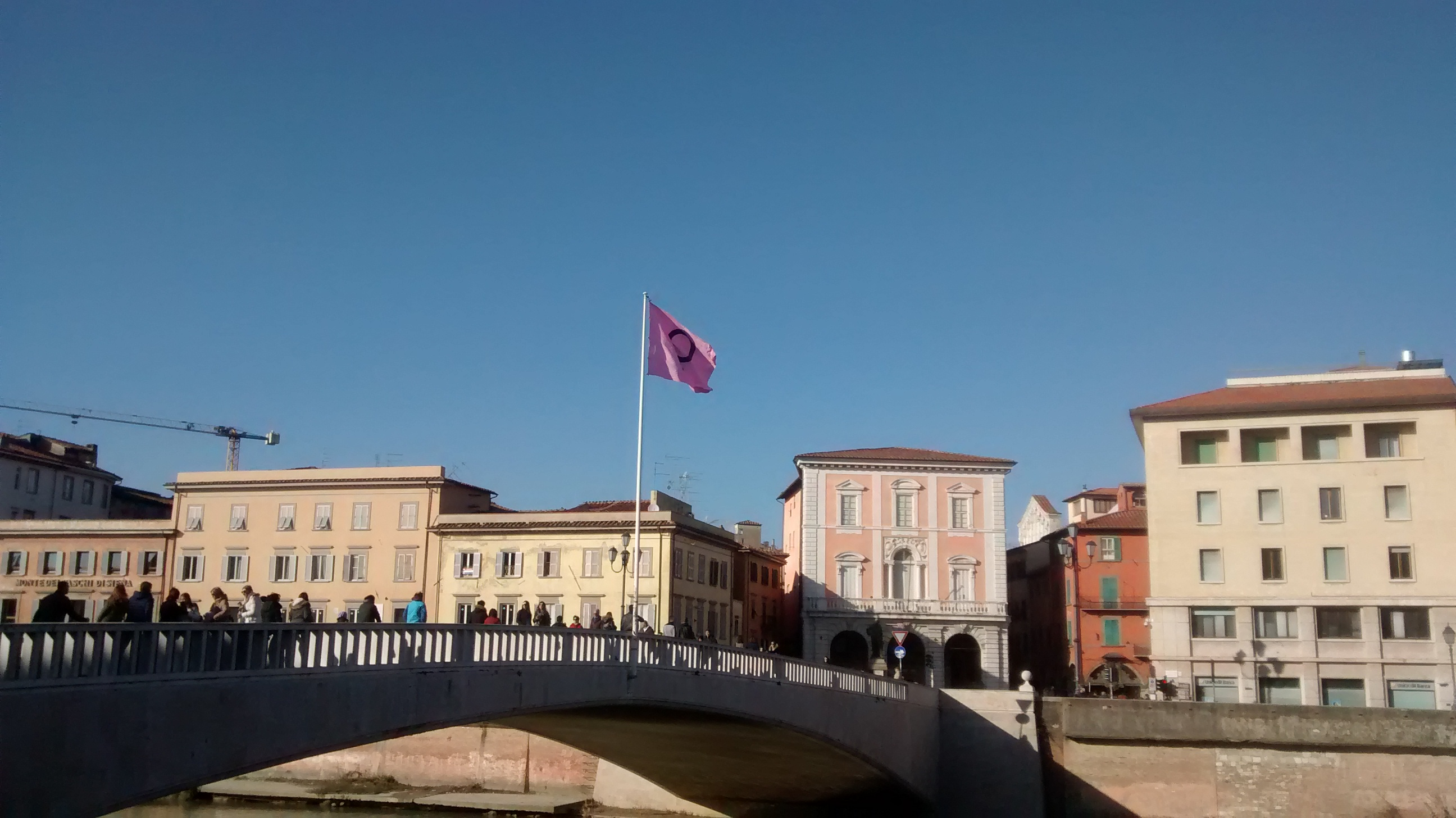
Ponte di Mezzo, Pisa, 8 marzo 2015

- Ponte Solferino è lungo 101 metri, ha un'altezza massima di 10,50 metri, ha tre campate con una luce massima di 48,60 metri ed è largo 18,50 metri. La struttura è in cemento armato con elementi prefabbricati. La realizzazione è iniziata nel 1972 per terminare nel 1974. Il progetto è opera del gruppo Maffei, Bellucci, Moroli, Pagani ed è stato costruito dal Ministero dei lavori pubblici. L'aspetto del ponte è sobrio e non appesantisce lo stile dei Lungarni che in questo punto formano un'ansa.
- Ponte della Cittadella è lungo 116 metri, ha un'altezza massima di 13,50 metri, ha tre campate con una luce massima di 48 metri ed è largo 14 metri. La struttura è in cemento armato a vista. Le spalle e le pile sono rivestite di laterizio e pietra. La realizzazione, dell'immediato dopoguerra, è stata eseguita su commissione del Ministero dei Lavori Pubblici. L'aspetto e la struttura del ponte si ispirano a quella di altri due ponti di Pisa: il Ponte della Fortezza e il Ponte Solferino.
- Ponte della Ferrovia è lungo 119,50 metri, ha un'altezza massima di 14 metri, ha cinque campate con una luce massima di 18 metri, è largo 27 metri. La struttura è caratterizzata da una trave metallica appoggiata sui pilastri di pietra, probabilmente preesistenti alla distruzione del ponte avvenuta nel periodo bellico. Il ponte, distrutto nel 1944, fu ricostruito nel primo dopoguerra. Il progetto è opera della Ditta Odero Terni Orlando sotto la direzione delle Ferrovie.
- Ponte dell'Aurelia già ponte dell'Impero è lungo 121 metri, ha un'altezza massima di 15 metri, ha tre campate con una luce massima di 51,50 metri ed è largo 12 metri. La struttura è in cemento armato, le pile sono rivestite di pietra. La realizzazione è degli anni cinquanta, il progetto è dell'ing. Giulio Krall e la realizzazione è stata effettuata su commissione del Ministero dei Lavori Pubblici.
- Ponte del CEP è l'ultimo ponte urbano sull'Arno del comune di Pisa, il suo nome è dovuto al quartiere ubicato nella stessa zona (Centro Edilizia Popolare o CEP). Il Ponte del CEP è lungo 120 metri, ha un'altezza massima di 14,50 metri, ha tre campate con una luce massima di 50 metri ed è largo 8,50 metri. La struttura è in cemento armato.
- Ponte dell'autostrada A12 - Il Ponte dell'autostrada A12 è l'ultimo ponte che attraversa l'Arno prima che quest'ultimo si getti nel mare. L'attraversamento è ubicato in località San Piero a Grado nel comune di Pisa. Il Ponte dell'autostrada A12 è lungo 200 metri, ha un'altezza massima di 15 metri, ha tre campate con una luce massima di 50 metri ed è largo 24 metri. La struttura è in cemento armato. La realizzazione, nel periodo 1967-1970, è della Società Autostrade S.p.A.

## Ponti scomparsi

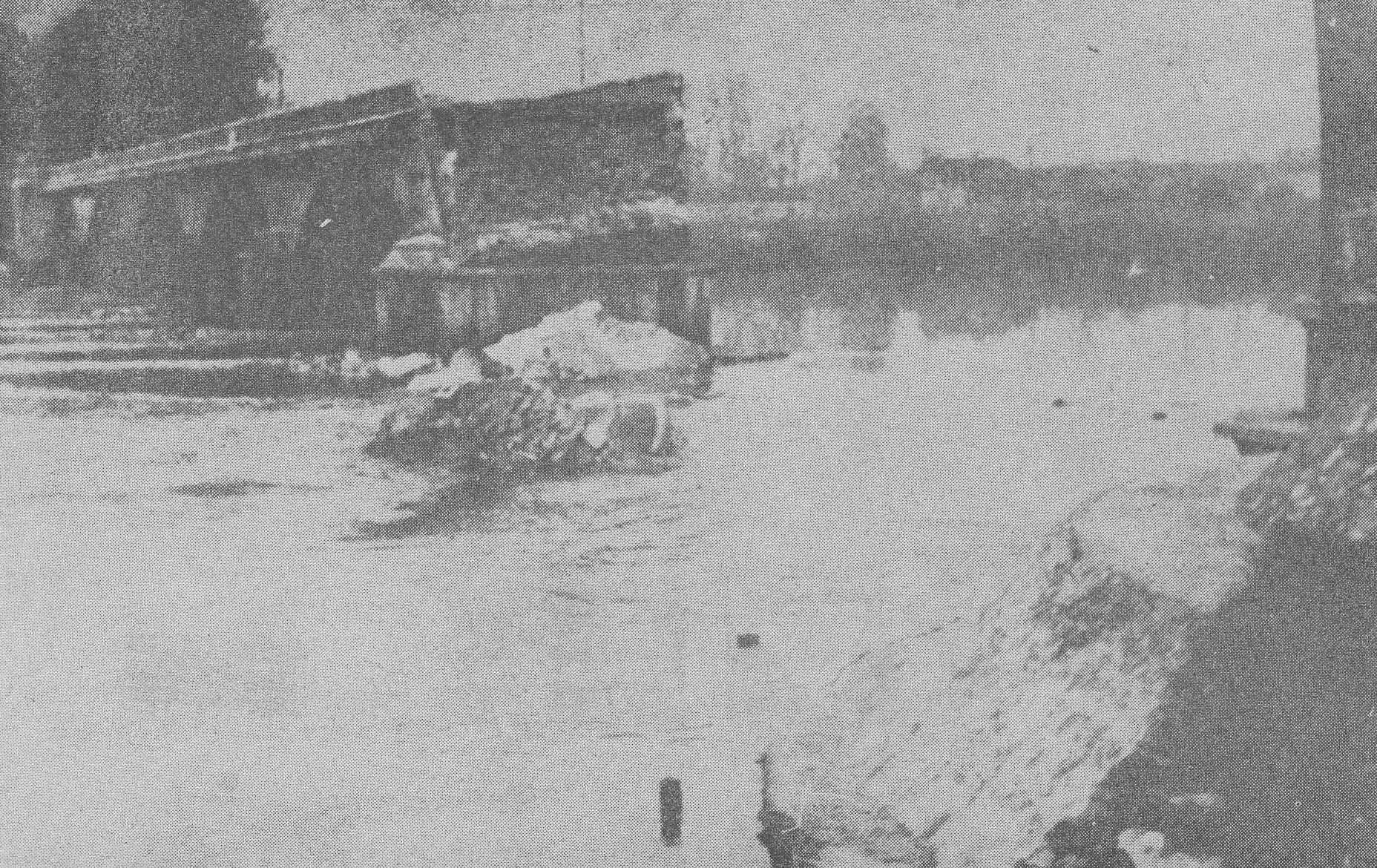
Ruderi del ponte "dei moccoli" dopo la piena del 1920

- Il primo ponte, in legno, era situato ad ovest rispetto all'attuale Ponte di Mezzo e rappresentava l'accesso sud della città per quanti provenivano dalla Via Aurelia poi Via Julia Augusta e Via Quinctia (attuale Strada Statale Tosco-Romagnola) strade di origine romana, percorrendo il tracciato delle attuali vie Pietro Toselli e Curtatone e Monanara.[2]
- Un altro ponte, chiamato Ponte Nuovo per contrapposizione al Ponte Vecchio collegava via Santa Maria a via Sant'Antonio.[2] Esisteva almeno dal 1182 e crollò all'inizio del XV secolo[3].
- Un altro ponte, chiamato Ponte a Mare o della Degazia, situato subito a monte dell'attuale Ponte della Cittadella, collegava la Cittadella (a nord) con la Porta a Mare (a sud). Tutt'oggi i ruderi esistenti recano traccia delle arcate di accesso al ponte stesso.
- Il 20 luglio 1944 i tedeschi in ritirata minano e distruggono il ponte Solferino in seguito ricostruito nello stesso posto
- Fino alla prima metà del XX secolo esisteva un ponte più vicino al mare, denominato ponte Vittorio Emanuele o, popolarmente, ponte dei moccoli. La struttura, costruita nel 1870 per collegare le Cascine Nuove di San Rossore a San Piero a Grado e alla vicina Tenuta Reale di Tombolo, crollò nella notte dell'Epifania del 1920 durante una piena dell'Arno: delle sue otto arcate ne rimasero in piedi cinque, demolite il settembre dello stesso anno. Al suo posto venne costruita una passerella in ferro, fatta in seguito saltare in aria durante la seconda guerra mondiale e mai più ricostruita.